# Ormai ti amo
Ormai ti amo (Walk Softly, Stranger) è un film del 1950 diretto da Robert Stevenson. Il film, ultimo di Alida Valli in America, fu completato nel 1948, ma non venne messo sul mercato prima del 1950.

## Trama
Un giocatore d'azzardo con dei conti in sospeso con la giustizia si costruisce una nuova vita e identità in una cittadina dove si fa benvolere da tutti. La figlia paralizzata del suo datore di lavoro si innamora di lui, che dopo alcune resistenze cede, e ben presto capisce che, se vuole costruirsi una vita vera, deve pagare il debito che ha contratto con la legge.